# Santa Lucía Utatlán
Santa Lucía Utatlán é uma cidade da Guatemala do departamento de Sololá.